# Smíšek-Graduale
Das sogenannte Smíšek-Graduale ist eine lateinische Musikhandschrift, die um 1490/95 entstand.
Die Handschrift hat 493 Pergamentblätter in 49 Quinternionen und misst 630 × 425 mm; der Einband mit Beschlägen und Schließen ist alt. Pro Seite stehen neun vierlinige Notensysteme. Die zu singenden Texte sind in gotischer Buchschrift (Textualis) abgefasst.

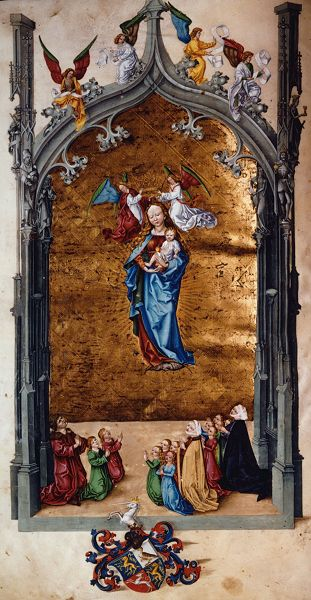
Widmungsbild des Graduales mit Wappen des Auftraggebers aus der Familie Smíšsek zu Vrochovist (fol. 2v)

## Entstehung
Michael von Smíšek zu Vrochovist, seit 1484 Berghofmeister von Kutná Hora und bis 1504 Baumeister von St. Barbara, oder sein Bruder Jan, der die Dreifaltigkeitskirche 1487–1501 umbauen ließ, gab die Handschrift 1490 in Auftrag; die Familie steht auch eng mit dem zeitgleichen Umbau der Kuttenburg (Hrádek) in Verbindung. Das Familienwappen Smšék zu Vrochovist, wie es seit 1492 geführt wurde, ist im Bas-de-page des Widmungsbildes auf fol. 2v und auf fol. 202v zu sehen. Geschrieben wurde das Graduale für eine utraquistische Gemeinde in der aufstrebenden Bergbaustadt. Dies geht vor allem aus der Prominenz des zum Märtyrer erhobenen Jan Hus hervor. Bildlich erscheint er auf fol. 204v zwischen den Hll. Stephanus und Laurentius sowie auf fol. 400r, wo sein Tod auf dem Scheiterhaufen dargestellt ist. Auch die liturgischen Gesänge haben eine hussitische Prägung: „Die Alleluiaverse für die Ferial- und Sonntage nach Ostern sowie die Sonntage nach Pfingsten entsprechen anderen utraquistischen Gradualien.“
Auf fol. 316r ist „1490“, auf fol 492v „ffinis ff(eria) vj p(ost) Jaccobi a(n)no d(o)mi(ni) 1495“  als Jahreszahl vermerkt. Die Ausstattung des Buches mit gemalten Zierelementen und Miniaturen erfolgte in den Folgejahren durch einen unbekannten Meister und den Prager Buchmaler Matheus: Auf fol. 433v trägt ein Engel eine Schriftrolle mit „Matheus Jluminator me fecit“, die sich weiter rechts zum Inititalbuchstaben wickelt und dort die Inschrift „custode(m) in memoriam ʃui“ trägt. Mehrfach finden sich die Initialen M. J. in Miniaturen (fol. 246r).

## Buchschmuck
Die 23 Initialbilder sowie die ganzseitige Widmungsminiatur auf fol. 2–340 stammen von einem unbekannten Buchmaler (Meister des Smíšek-Graduales), der für seine Kompositionen öfter auf Stiche des Meisters E. S., der Monogrammisten AG und FVB und Martin Schongauers zurückgriff.
Von fol. 346 bis zum Ende der Handschrift sind Einzelfiguren und Szenen seitlich oder an den unteren Rand gebracht. Die goldenen oder schwarzen Initialen sind oft mit rotem und blauem Fleuronné, Gesichtern und Drolerien (Wilde Männer, Fabelwesen, Drachen) verziert. Sie alle stammen vom inschriftlich vermerkten Buchmaler Matheus.
Übersicht über Textabschnitte und Miniaturen
| Blatt     | Textteile und Darstellungen | Besonderheit |
| --------- | --- | --- |
| 2v        | Unter einem Portal mit den Statuen der Hl. Barbara und Ladislaus bekrönte Gottesmutter auf der Mondsichel mit Jesuskind vor der Stifterfamilie | ganzseitige Miniatur mit Stifterwappen; Mondsichelmadonna nach dem Stich „Stehende Madonna mit dem Apfel“ (L. 39) oder Mondsichelmadonna mit dem Kind und Apfel von Wenzel von Olmütz (nach 1480; London, British Museum, Inv. 1920,1009.1); die krönenden Engel sind dem Schongauer-Stich „Mondsichelmadonna als Halbfigur“ (L. 40) entnommen |
| 3r–29r    | Kyrie und Gloria | |
| 3r        | Christus als Schmerzensmann | Vorlage: Monogrammist AG: Dornenkrönung (Wien, Albertina, Inv. Nr. DG1928/109) |
| 29v–45r   | Santus und Agnus Dei | |
| 29v       | Thronender Gottvater | |
| 46r–238v  | Proprium de tempore | |
| 46r       | Gregor I. mit der Taube des Heiligen Geistes                                                                                                   | |
| 64v       | Geburt Christi mit seitlichem Moses und der brennende Dornenbusch                                                                              | Vorlage: Niederländisches Blockbuch, um 1470: Moses und der brennende Dornenbusch (Wolfenbüttel, HAB, 1 Xylogr., S. 9) |
| 73r       | Adoratio und Taufe Jesu | Vorlage: Martin Schongauer: Anbetung der Könige (Wien, Albertina, Inv. Nr. DG1926/1439) Vorlage: Martin Schongauer: Taufe Christi (Wien, Albertina, Inv. Nr. DG1926/1441) |
| 170v      | Auferstehung Christi mit seitlichem Noli me tangere und Erscheinung in Emmaus                                                                  | Vorlage: Monogrammist AG: Auferstehung Christi (Wien, Albertina, Inv. Nr. DG1928/118) |
| 193v      | Christi Himmelfahrt und Himmelfahrt des Elias                                                                                                  | Vorlage: Niederländisches Blockbuch, um 1470: Himmelfahrt des Elias (Wolfenbüttel, HAB, 1 Xylogr., S. 73) |
| 196r      | Pfingsten und Übergabe der Gesetze an Mose | |
| 202v      | Thronender Christus sowie Wappen der Vrochovist mit Bergwerksszenen                                                                            | |
| 204v      | Letztes Abendmahl und Jesus am Ölberg | |
| 236v      | Kirche sowie Jakob und die Himmelsleiter | Kirchweihfest „In dedicatione eccleʃie“ Vorlage für die Szene der raufenden Jungen: Martin Schongauer: Raufende Lehrjungen (L. 87) |
| 239r–277r | Proprium Sanctorum | |
| 239r      | Fischfang | |
| 246r      | Darstellung Jesu im Tempel und Wurzel Jesse | Signatur „M. J.“ am linken Rand der Wurzel Jesse |
| 258v      | Johannes der Täufer | |
| 270r      | Krönung und Tod Mariä | |
| 277v–340r | Commune Sanctorum und Totenmessen | |
| 279r      | Christus mit der Weltkugel sowie 12 Apostel | Vorlage: Monogrammist FVB: Christus Pantokrator (London, British Museum, Inv. Nr. 1868,1114.189) |
| 285r      | Jan Hus mit Ketzermütze, Buch und Kelch zwischen den Märtyrern Stephanus und Laurentius sowie Hussitenverfolgung                               | |
| 299r      | Hl. Sebastian mit Bogenschützen | |
| 307r      | Hl. Bischof | |
| 316r      | Trinität, Engel, Muttergottes mit Kind sowie Christus mit den klugen und törichten Jungfrauen                                                  | Jahreszahl 1490 |
| 327r      | Maria mit Kind, Jungfrau mit Einhorn, Verkündigung                                                                                             | |
| 335v      | Gottvater mit zwei Engeln sowie Teufel und Fegefeuer                                                                                           | |
| 340v–491r | Sequenzen | Die Sequenz „Gloriosi martyris Johannis Hus“ (fol. 400r) ist lediglich in Cod. Vind. 12457 ein weiteres überliefert. |
| 340v      | Thronender Christus mit Engeln sowie Maria mit Kind und Engeln                                                                                 | |
| 346r      | Hl. Stephanus | |
| 347r      | Johannes Evangelista | |
| 348v      | Bethlehemitischer Kindermord | |
| 349v      | Beschneidung Christi | |
| 350v      | Drei hl. Könige | |
| 352v      | Bekehrung des Paulus | |
| 354r      | Auferstehung Christi | |
| 355r      | Christus beim Emmausmahl | |
| 361v      | Frauen am leeren Grab | |
| 362v      | Noli me tangere | |
| 366v      | Bischof Adalbert | |
| 369r      | Himmelfahrt Christi | |
| 373r      | Pfingsten | |
| 374v      | Moses empfängt die Gesetzestafeln | |
| 376v      | Turm zu Babel | |
| 378v      | Thronender Christus | |
| 385v      | Christus in der Kelter | |
| 391r      | Hl. Vitus | |
| 393r      | Johannes der Täufer | |
| 394v      | Martyrien der Apostel Petrus und Paulus | |
| 395v      | Mariä Heimsuchung | |
| 398r      | Hl. Prokopius | |
| 400r      | Verbrennung von Jan Hus | |
| 402v      | Hl. Margareta | |
| 403v      | Entsendung der Apostel | |
| 407r      | Christus bei Tisch, Maria wäscht Jesus die Füße                                                                                                | |
| 409r      | Jakobus der Ältere | |
| 410v      | Anna Selbdritt | |
| 413v      | Petrus wird von einem Engel aus dem Gefängnis befreit                                                                                          | |
| 415v      | Hl. Laurentius | |
| 417r      | Mariä Himmelfahrt | |
| 420v      | Martyrium des Apostels Bartholomäus | |
| 424r      | Enthauptung Johannes des Täufers | |
| 429r      | Anna Selbdritt | |
| 432v      | Hl. Ludmilla | |
| 433v      | Evangelistensymbol Matthäus | Buchmalervermerk „Matheus Jluminator“ |
| 435v      | Hl. Wenzel | |
| 436v      | Erzengel Michael bekämpft den Satan | |
| 439r      | Ursula und die 11.000 Jungfrauen | |
| 442v      | Hl. Martin | |
| 447r      | Hl. Katharina | |
| 448v      | Hl. Andreas | |
| 449v      | Hl. Nikolaus | |
| 491r–492v | Credo | Handschrift 1495 fertiggestellt (fol. 492v) |

## Objektgeschichte
Die Wappen und Namen von Wenzel von Schwanberg (Václav Švamberk) und seiner Frau Katharina Mezericka von Lomnic auf ergänzten Beschlägen des Einbandes deuten auf deren Besitz in Bechynĕ in den Jahren 1561/62 hin. 1563 erwarb Petr Vok von Rožmberk die Handschrift mit zwei weiteren illuminierten Gradualien. Dieser schickte seinen Diener 1590 mit den drei liturgischen Büchern zu Schloss Ambras in Innsbruck, um die Handschriften Erzherzog Ferdinand II. für dessen Sammlung zu übergeben. 1806 wurde er mit der Sammlung Ambras als Grundbestand des KHM nach Wien gebracht und 1936 von dort in die Österreichische Nationalbibliothek übernommen (Mus. Hs. 15492).